# Шаманский, Платон Васильевич
Платон Васильевич Шаманский (1866—?) — российский архитектор, гражданский инженер. Автор ряда зданий в Самаре в стиле модерн и неоклассицизм.

## Биография
Родился в 1866 году в семье псаломщика. В 1887 году окончил Александровское реальное училище в городе Николаеве.
В 1887—1892 годах учился в петербургском Институте гражданских инженеров. Окончил курс со званием гражданского инженера и с правом на чин X класса. Приказом по Министерству Внутренних Дел от 3 сентября 1892 года за № 17 определен на службу и 13 октября командирован в распоряжение Главного Общества Российских железных дорог. 4 июля 1893 года утвержден в чине коллежского секретаря. 1 января 1894 года назначен техником при Управлении службы Николаевской железной дороги. В 1897 году переведён в штат Министерства путей сообщения.
В Самаре начал работать с 1903 года на должности архитектора, затем инженера (с 1906) в Строительном отделении Губернского правления. С 1910 года параллельно он занимал должность епархиального архитектора.

## Проекты и постройки
- Театр-цирк «Олимп». Улица Фрунзе, 141 (1907, не сохранилось);
- Реконструкция реального училища (совместно с М. Ф. Квятковским). Улица А. Толстого, 31—33 (1906–1909);
- Реконструкция дома епархиального начальства. Некрасовская улица, 57 (1912);
- Здание резиденции губернатора. Улица Фрунзе, 167 (1915, перестроено);
- Собственный доходный дом. Улица Степана Разина, 108 (1915–1916);
- Собор Александра Невского (Мелекесс). (1907, утрачен, строительный надзор при возведении колокольни).